# مقاطعة هرات
مقاطعة هرات هي إحدى مقاطعات ولاية هرات الأفغانية. عاصمتها مدينة هرات. في عام 2019، كان عدد السكان يقدر بـ556205 نسمة.